# Filatoio

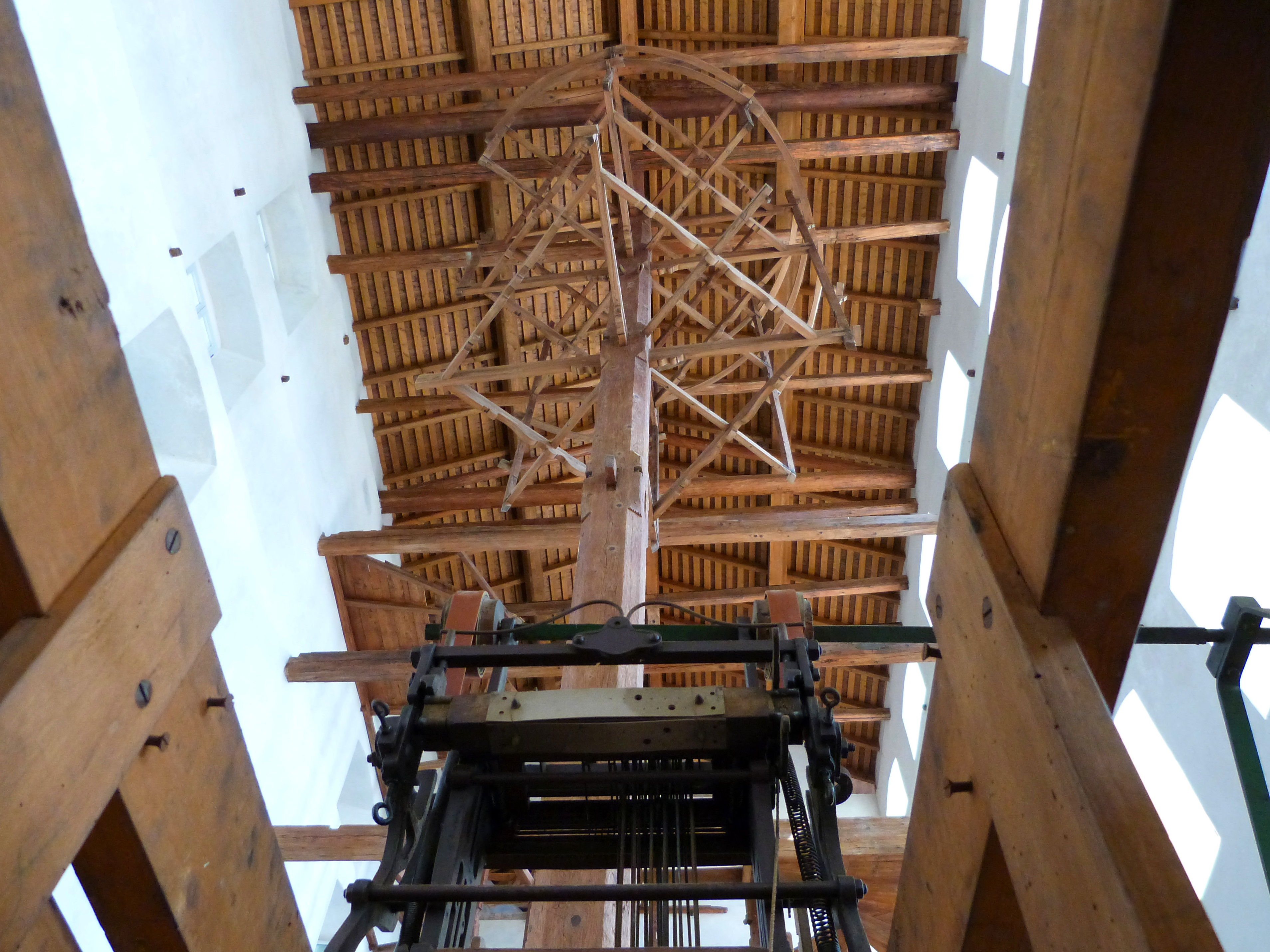
Interno del filatoio di Villa Lagarina.

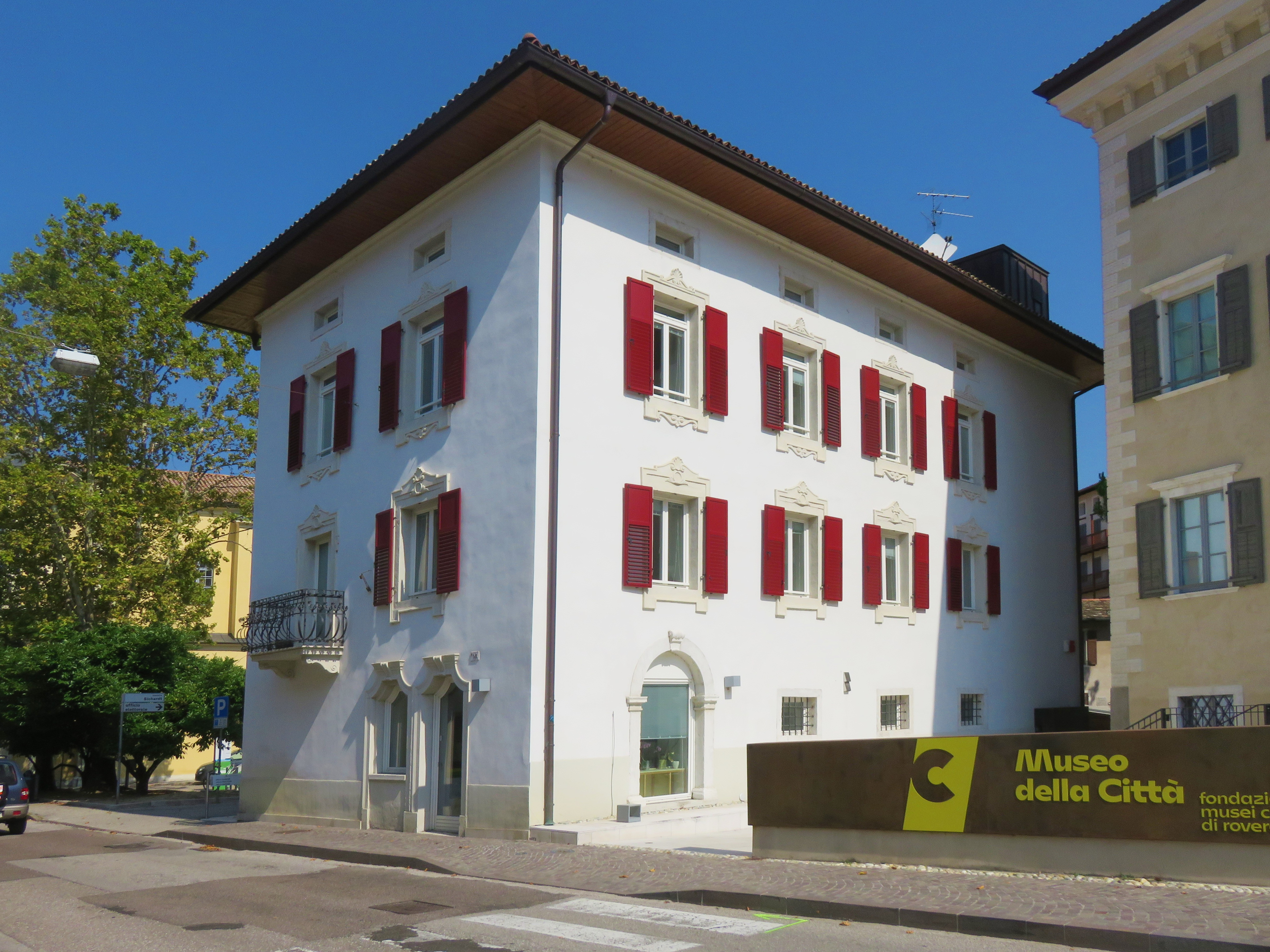
Palazzina dell'ex filatoio Sichardt a Rovereto.

Il filatoio è la parte della filanda nella quale avviene l'operazione meccanica della filatura.
Nel nord Italia gli stabilimenti con filatoio inizialmente impiegarono le fibre della seta e in seguito anche quelle del lino e del cotone.

## Altri significati
- Un filatoio può essere inteso anche come la macchina che effettua le operazioni meccaniche necessarie. Lo strumento più semplice che svolge tale funzione, con il solo lavoro manuale e senza l'ausilio di altre forze (come quella idraulica, ad esempio) è l'arcolaio.
- Per estensione può indicare l'intera struttura della filanda.

## Filatoi in Italia
- Filanda di Baraggia
- Filanda di Forno (Massa)
- Filatoi di Roggia Paiari
- Filatoio Rosso di Caraglio
- Palazzo Sichardt